# 리키 (2004년)
리키(중국어: 沈泉锐, 병음: Shěn Quánruì 션취안루이[*], 2004년 5월 20일 ~ )는 중국의 가수이다. 엠넷의 리얼리티 경쟁 프로그램 BOYS PLANET에서 경쟁하여 최종화에서 4위에 순위를 올렸고 이를 통해 대한민국의 보이 밴드 제로베이스원의 일원이 되었다.

## 생애

### 어린 시절
2004년 5월 20일, 중국 상하이에서 태어났다.

### 학창 시절
초등학교 2학년 때 국제학교로 전학을 가 재학했으며, 이후 부모님과 함께 미국으로 이민을 가 약 5년 동안 생활했다. 캘리포니아 오렌지카운티 어바인에서 학교를 다녔다. 어릴 때 유튜브를 통해 K-POP을 접한 뒤, 학교나 교회에서 공연을 자주 했으며, 댄스 학원에 다니며 아이돌의 꿈을 키웠다. 동시에 미술에도 흥미가 있어 예술 고등학교에서 (순수)미술을 전공했지만, 춤과 노래에 대한 열정이 더 커 미술을 포기했다.

### 아이돌 연습 시절
K-POP 아이돌의 꿈을 이루기 위해 학교를 중퇴하고 혼자 한국으로 건너와 위에화엔터테인먼트코리아에 입사해 2년 2개월 동안 연습생 생활을 했다.